# Shiel Bridge
Shiel Bridge is een dorp ongeveer 2 kilometer ten zuidwesten van Ratagan in de Schotse lieutenancy Ross and Cromarty in het raadsgebied Highland.